# Рохас Пауль, Хуан Пабло
Хуан Пабло Рохас Пауль (исп. Juan Pablo Rojas Paúl; 26 ноября 1826 — 22 июля 1905) — президент Венесуэлы с 1888 до 1890 года. Стал первым гражданским президентом, который был избран в соответствии с конституционными процедурами, за 50 лет, и единственным, кто ушёл с поста после завершения срока полномочий за 74 года.
Рохас пытался примирить сторонников Антонио Гусмана и Хоакина Креспо.
В 1888 году Рохас основал Национальную историческую академию.